# 古空穂

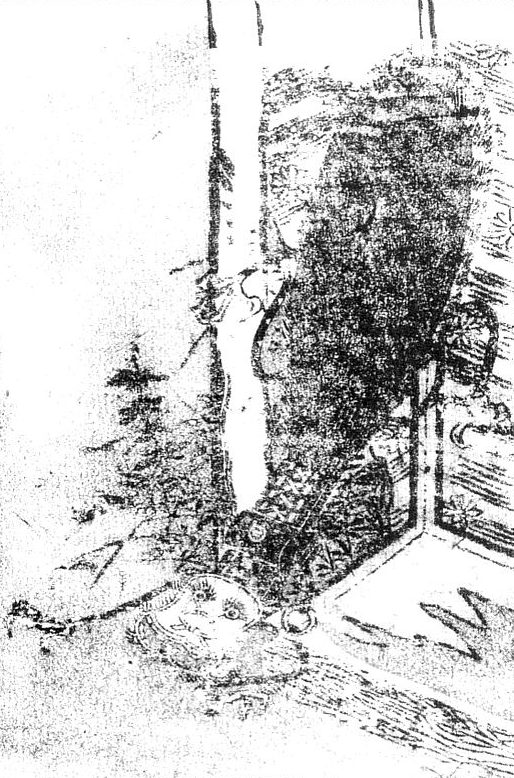
鳥山石燕『百器徒然袋』より「古空穂」

古空穂（ふるうつぼ）とは、鳥山石燕の妖怪画集『百器徒然袋』にある日本の妖怪。
うつぼ（靱あるいは靭と表記される。矢を入れて背負うための武具のひとつ）がはいまわっているような姿で描かれている。石燕による解説文には「そそ野に命をいたづらに奈須野の原の野干（やかん）をいたる三浦の介（みうらのすけ）上総介（かずさのすけ）が古うつぼにや」とある。「奈須野の原の野干」とは那須野が原（栃木県）で退治されたとされる玉藻前（九尾の狐）のことであり、玉藻前を弓で射止めた武士・三浦介と上総介の使っていた靭であろうか、と述べている。
石燕の創作による妖怪であり、室町時代の妖怪絵巻『百鬼夜行絵巻』に描かれている弓矢をかついだうつぼの妖怪が参考になったのではないかと考えられている。

## 平成以降の解説
歳月を経たことでかつての武功や栄光が忘れられたために変化した靭ではないかとする解釈がある。また、動物製の素材が使われている道具は付喪神になりやすいので毛皮や羽毛が貼られた形状の靭は変化しやすそうであるという解説も、平成以降の妖怪に関する書籍には見られる。
うつぼという名称で紹介されていることもある。